# Prajou-Menhir
Die Allée couverte von Prajou-Menhir (deutsch „Wiese der langen Steine“) ist ein zwischen 3000 und 2500 v. Chr. errichtetes Galeriegrab. Es liegt an der Straße zur Île Grande in der Gemeinde Trébeurden im Département Côtes-d’Armor in der Bretagne in Frankreich.
Der auch als Côte de Granit Rose (deutsch „Küste des rosa Granit“) bekannte Abschnitt wurde in der Jungsteinzeit wegen seiner natürlichen Ressourcen bevorzugt. Fisch, Seetang und Meeresfrüchte bildeten für die Ackerbauern eine zusätzliche Nahrungsbasis. Am Strand wurde Meersalz gewonnen. Hier wurden die spätneolithischen Allées couvertes mit Seiteneingang errichtet. Neben Kerguntuil ragen die Anlagen von Crec’h Quillé, La Maison des Feins von Tressé, im Département Ille-et-Vilaine und die Allée couverte de la Bellée bei Boury-en-Vexin im Département Oise durch ihre Petroglyphen heraus.

## Beschreibung
Die auf einer Landzunge zwischen dem Moor und dem Meer liegende Megalithanlage war in einen Abhang (französisch talus) integriert. Dem 1965 ausgegraben und restaurierten Monument ist ein kleiner so genannter Menhir indicateur beigestellt. Die Nord-Süd orientierte Anlage besteht aus eine nahezu vollständigen Kammer aus 26 Tragsteinen (eine Lücke aus einem oder zwei Steinen) und sieben Deckenplatten (davon zwei sehr große am Südende) Das Nordende ist zu einer Apsis gerundet.

Prajou-Menhir
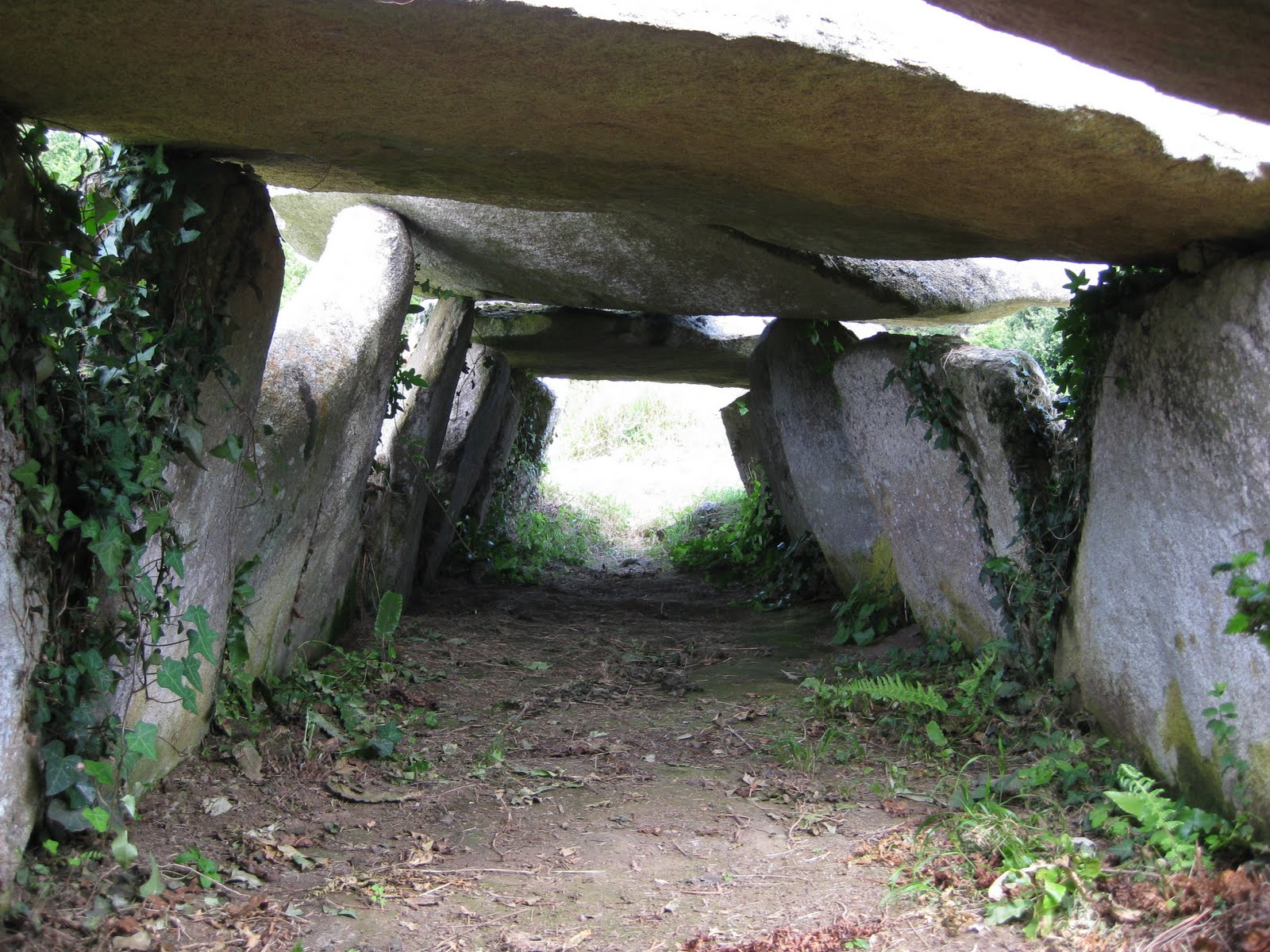
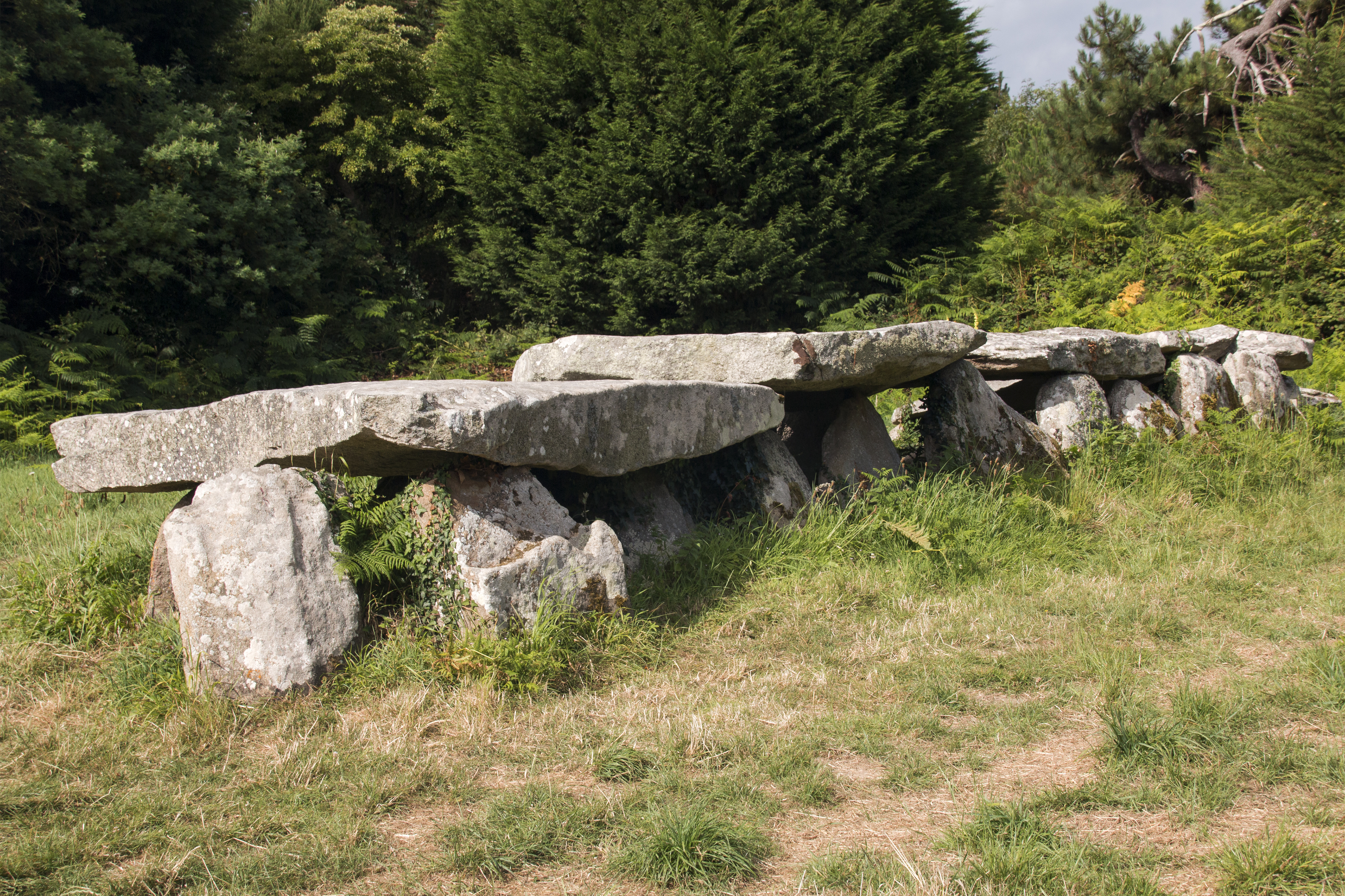
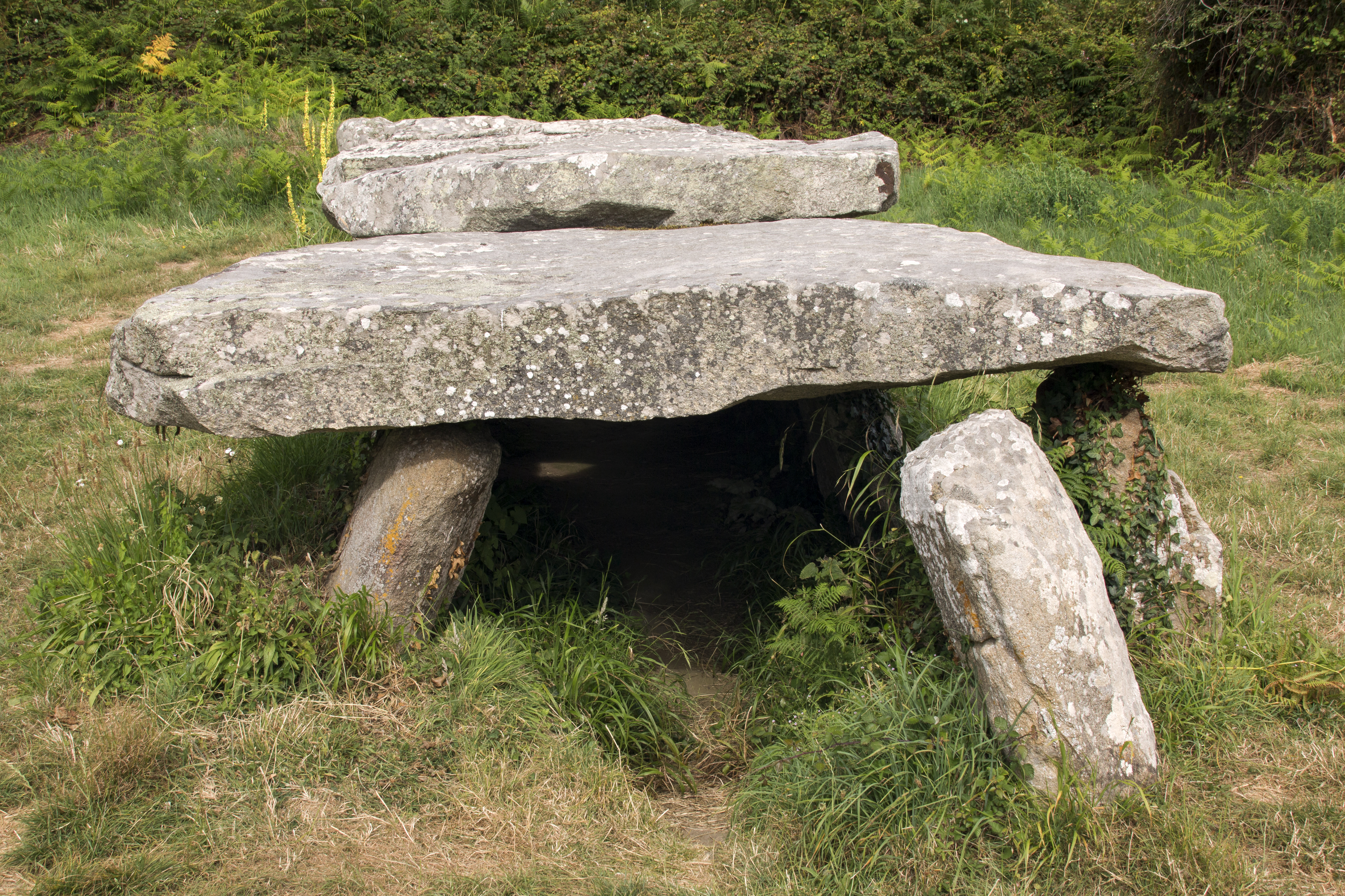
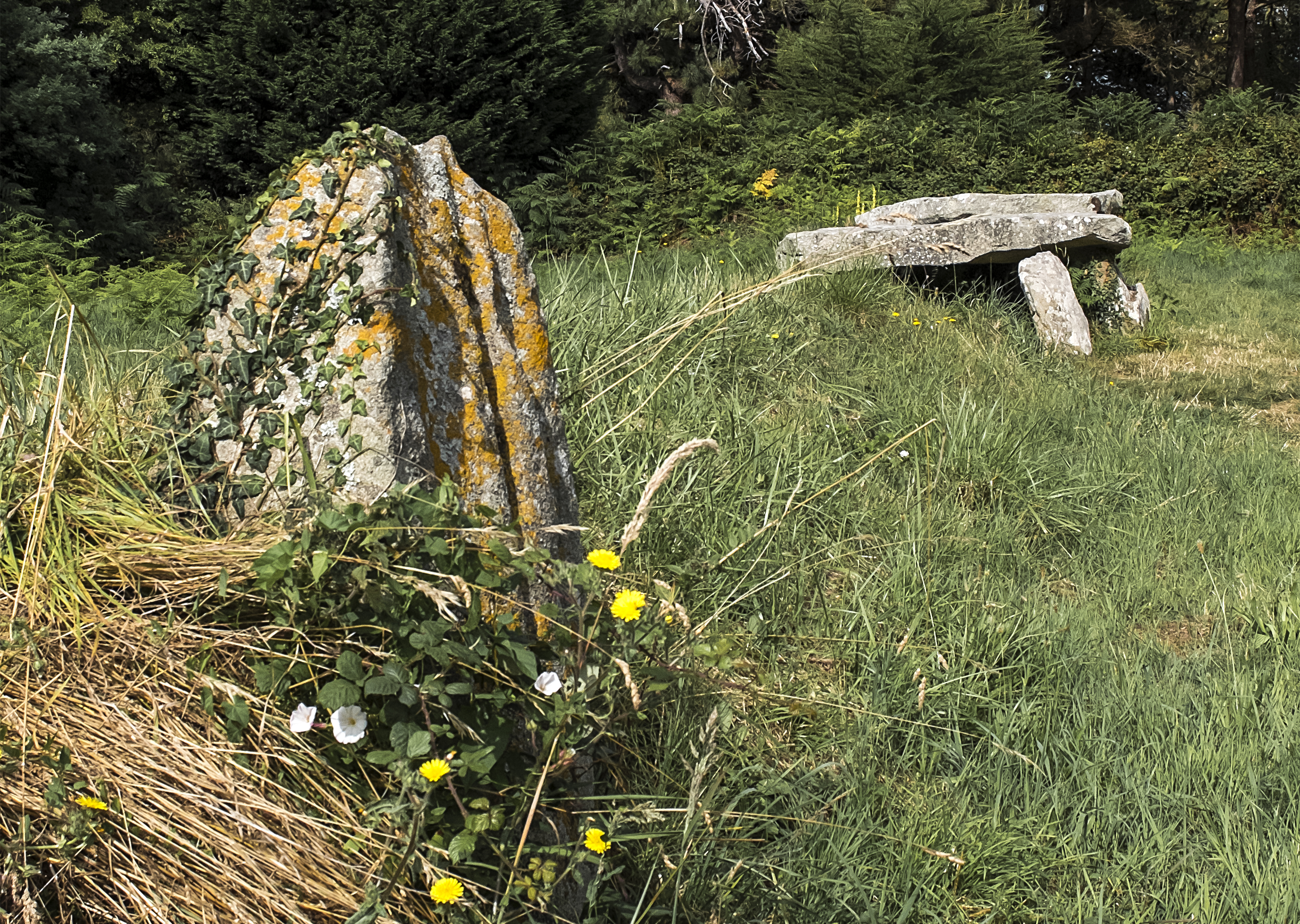

## Petroglyphen
Die 9,50 m lange Hauptkammer ist durch eine mit Gravuren geschmückte Transversalplatte von einer apsidenartig endenden Vorkammer getrennt. Die insgesamt 14,5 Meter lange Anlage hat sieben Deckenplatten und etwa zwei Dutzend Tragsteine. Vier dieser Steine sind mit Gravuren versehen. Die Figuren zeigen als Göttinnen angesprochene Symbole (Brüste) mit Zeichen, die man als Dolche oder Bahren gedeutet hat. Man hält dies für den Ausdruck des Kultes einer Muttergöttin, die u. a. auch als Beschützerin der Toten angesehen wird. So finden sich drei Reliefs von Brustpaaren mit darunterliegender Halskette, von denen eines kleiner dargestellt ist. Dieses Motiv findet sich auch in den Anlagen von Crec’h Quillé bei Saint-Quay-Perros, Kerguntuil bei Trégastel, La Maison des Feins von Tressé und Mougau-Bihan bei Commana.